# Valpelline (valle)
La Valpelline (fr. AFI: [valpəlin]) è una valle laterale della Valle d'Aosta.

## Geografia
La Valpelline si stacca dalla Valle del Gran San Bernardo all'altezza di Gignod e sale fino al Colle Collon che la separa dal Vallese. Si trova ai piedi del Grand Combin, la cui vetta è situata in Svizzera perché la linea di confine passa a sud del monte.

### Monti principali
- Dent d'Hérens (4171 m)
- Punta Margherita (3.905 m)

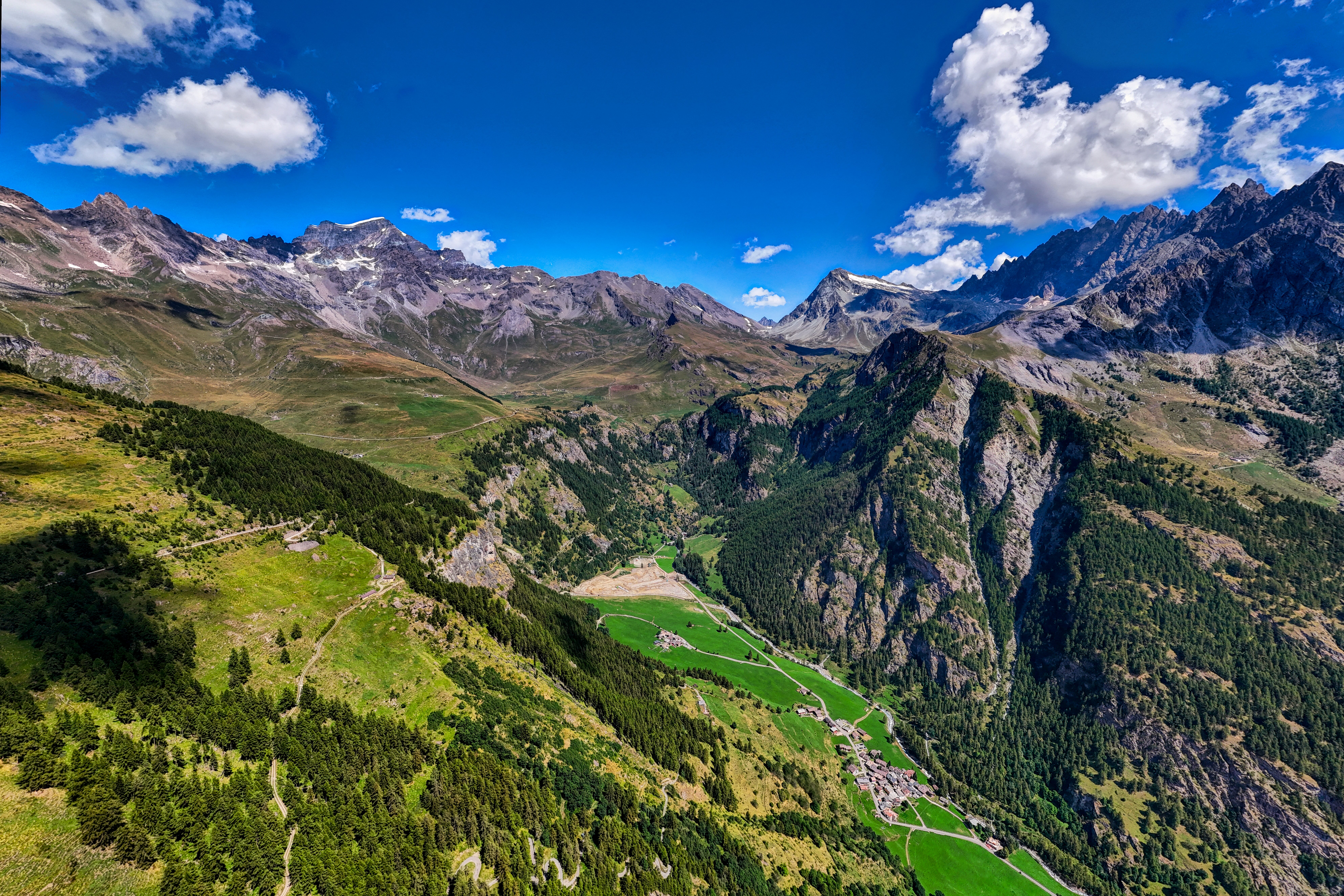
Panorama dell'alto vallone di Ollomont.

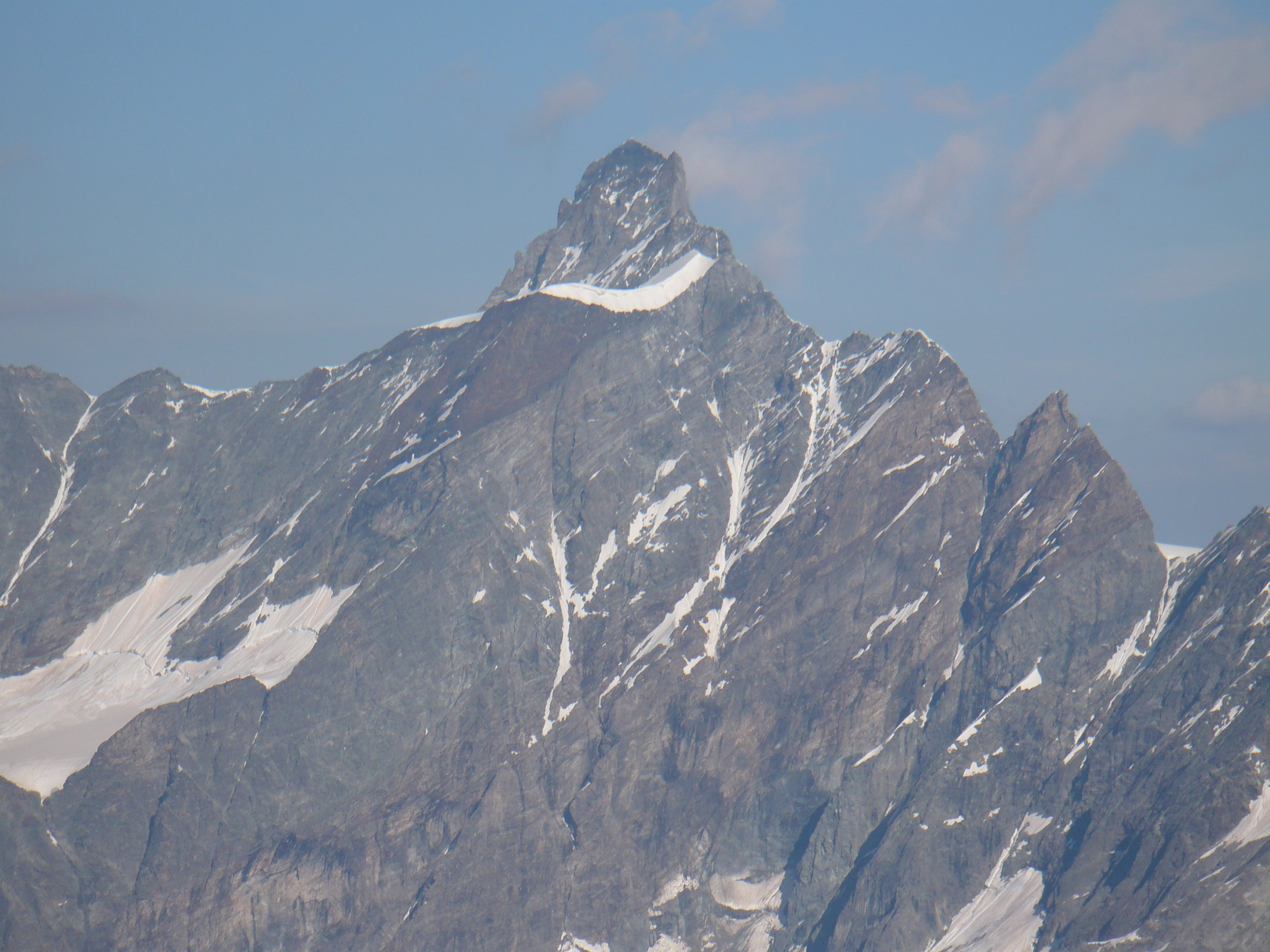
Dent d'Hérens

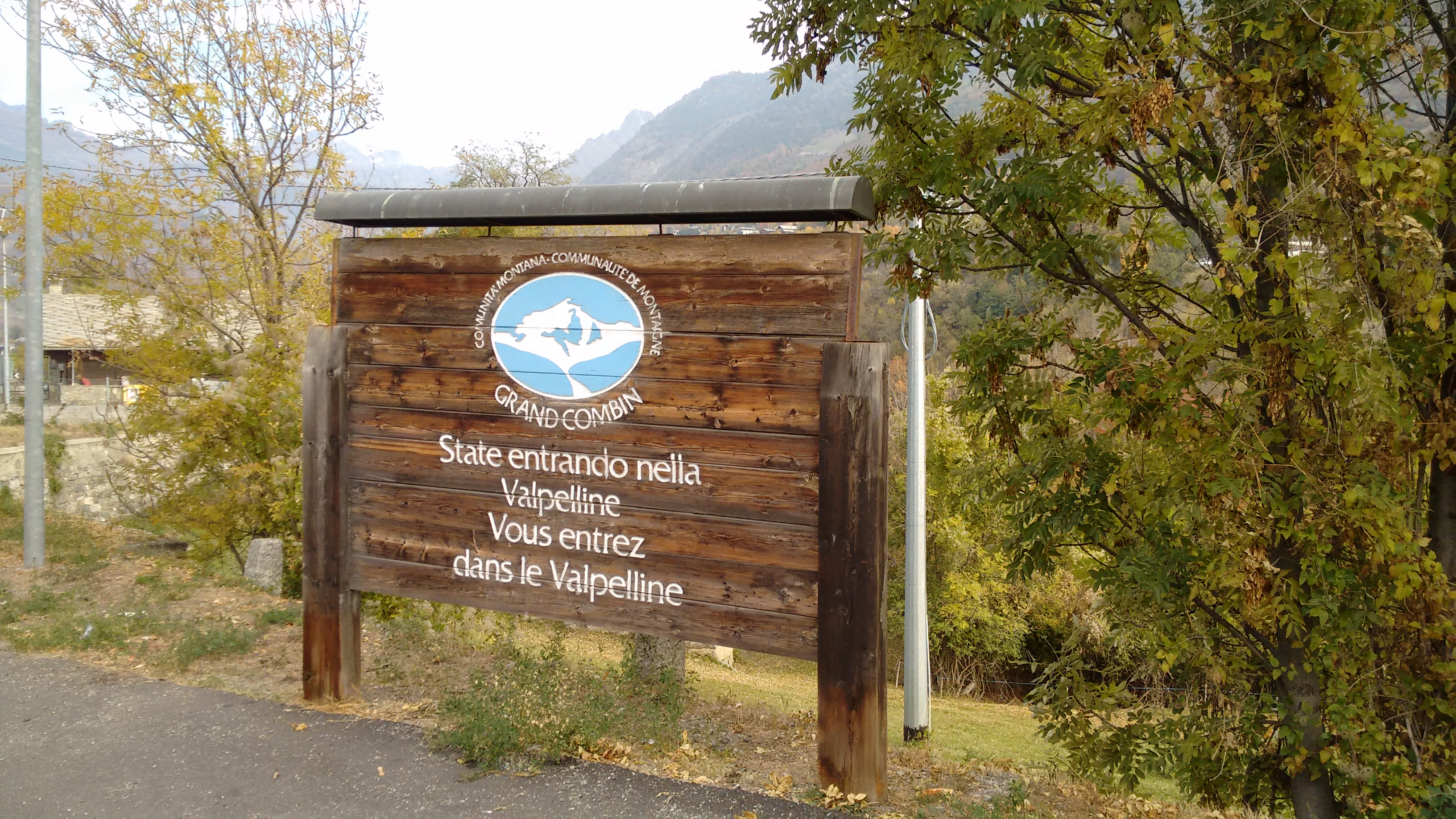
Cartello all'entrata della Valpelline, a Chez-Roncoz (Gignod)

- Dents des Bouquetins (3.838 m)
- Tête de Valpelline (3.802 m)
- Tête Blanche (3724 m)
- Monte Vélan (3708 m)
- Gran Becca Blanchen (3680 m)
- Grande Tête de By (3.587 m)
- Aouille Tseuque (3.554 m)
- Monte Brulé (3.538 m)
- Becca Rayette (3.529 m)
- Monte Gelé (3.519 m)
- Becca di Luseney (3.504 m)
- Punta Kurz (3.496 m)
- Château des Dames (3.488 m)
- Becca Labié (3.462 m)
- Becca di Chardoney (3.447 m)
- Punta di Fontanella (3.384 m)
- Punta Cian (3.320 m).

### Fiumi
La Valpelline è solcata dal torrente Buthier, detto anche Valpelline, che nasce dal ghiacciaio di Tsa de Tsan e dal ghiacciaio des Grandes Murailles. Forma per uno sbarramento artificiale il lago di Place-Moulin; percorre in tutta la sua lunghezza la valle e si getta nella Dora Baltea.

### Laghi
- Lago di Place-Moulin (1.950 m)

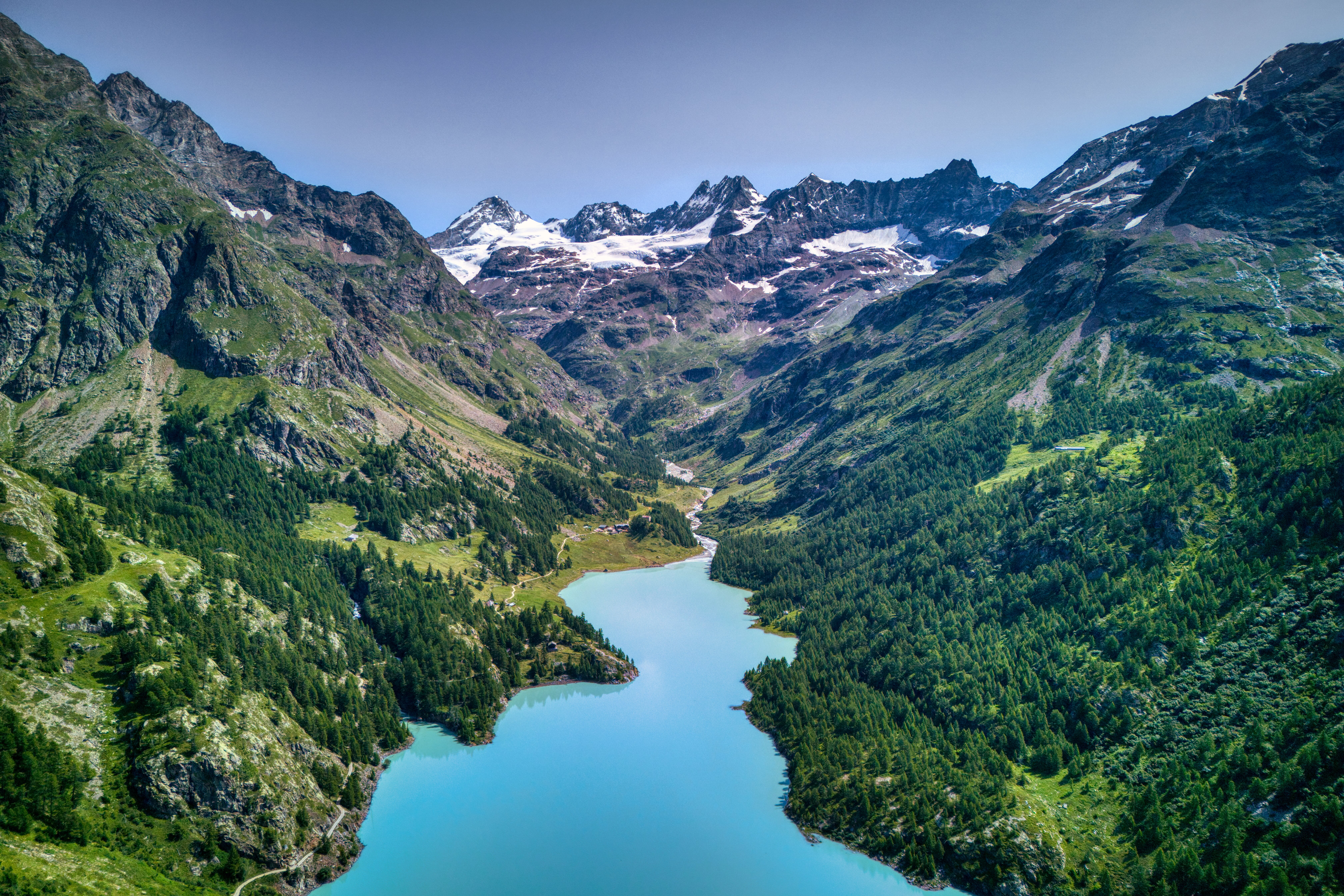
lago di Place-Moulin

### Valichi alpini

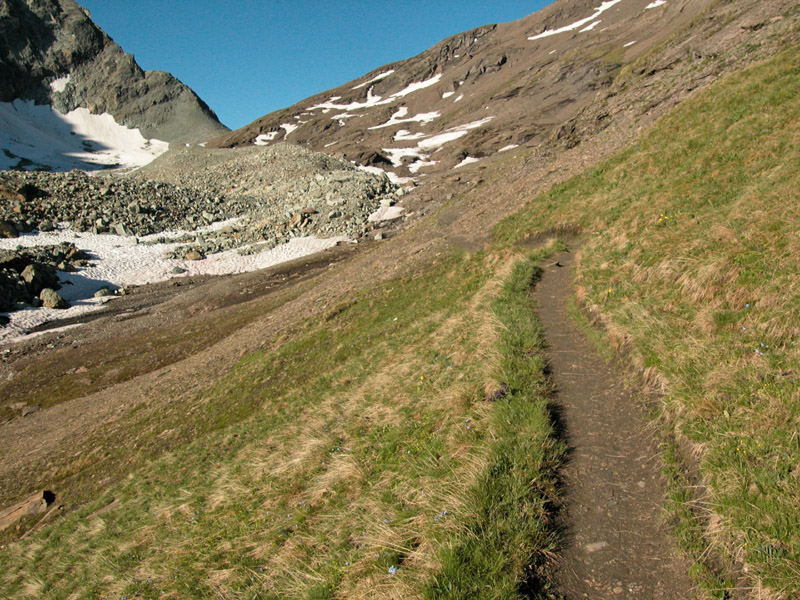
Sentiero che conduce alla Fenêtre de Durand dal lato elvetico.

La valle non ha facili collegamenti con le valli vicine. I principali valichi sono:
- Colle di Valpelline - 3.562 m - verso la Mattertal
- Col d'Oren - 3.242 m - verso la val di Bagnes
- Colle Collon - 3.130 m - verso la Val d'Herens
- Colle di Valcornera - 3.066 m - verso la Valtournenche
- Colle di Crête Sèche - 2.888 m - verso la val di Bagnes
- Colle di Vessona - 2.794 m - verso il Vallone di Saint-Barthélemy
- Fenêtre de Durand - 2.786 m - verso la val di Bagnes
- Col de Champillon - 2.708 m - verso il Vallone di Saint-Barthélemy

## Clima
La Valpelline è conosciuta localmente come Coumba fréda (in patois), o Combe froide (in francese), cioè la "valle fredda", per via del suo clima particolarmente rigido.

## Storia

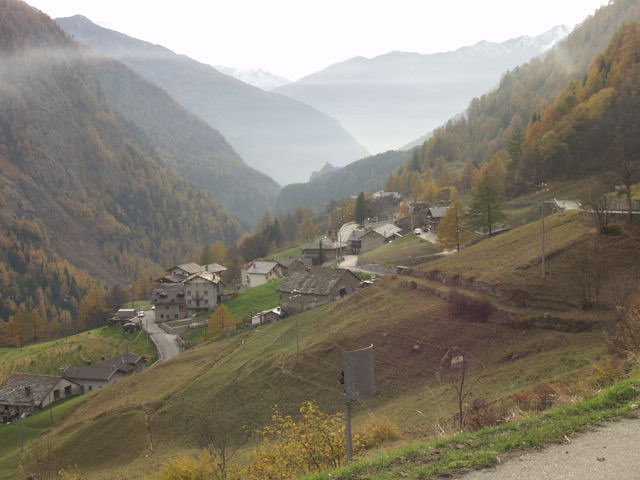
Panorama della val di Bionaz

La valle ha segnato un posto di scambio e di scontro con il vicino Vallese. Nel Medioevo apparteneva ai signori di Quart, i quali la infeudarono ai nobili locali La Tour-de-Valpelline (anche La-Tour-des-Prés). Dopo l'estinzione della casata dei Quart (1377) Valpelline passò ai Savoia. Nel 1612 fu assegnata ai Perrone di San Martino, famiglia di nobili piemontesi impegnata nello sfruttamento della miniera di Ollomont. Nei secoli la valle è sempre rimasta di difficile accesso. Bionaz è stato raggiunto da strada carrozzabile solamente nel 1953.

## Centri abitati

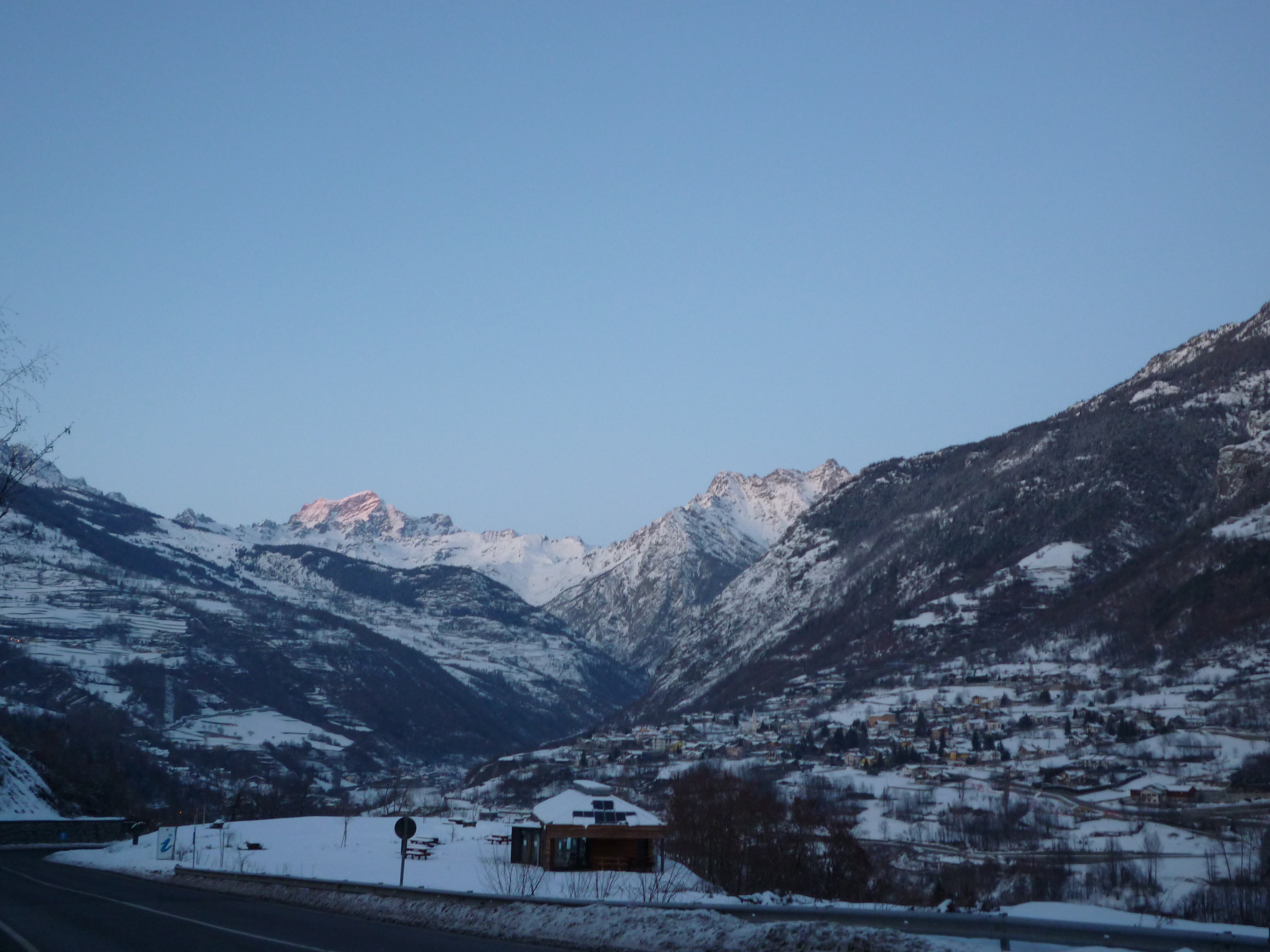
L'alta Valpelline vista da Gignod. Sullo sfondo, il Grand Combin

- Bionaz
- Doues
- Oyace
- Ollomont
- Roisan
- Valpelline

## Luoghi di interesse

### Parrocchia di San Pantaleone
La parrocchia di San Pantaleone di Valpelline è considerata tra le più antiche della Valle del Gran San Bernardo: è menzionata per la prima volta nel 1176. Ne facevano parte le comunità di Bionaz, Oyace e Ollomont. La chiesa attuale, costruita nel 1722, ospita tre importanti cappelle: una dedicata alla Madonna delle nevi opera del Vignettes (1755), la seconda dedicata a san Rocco, opera del Semon (1640), e la terza dedicata a santa Barbara, opera del Thoules (1663).

## Turismo

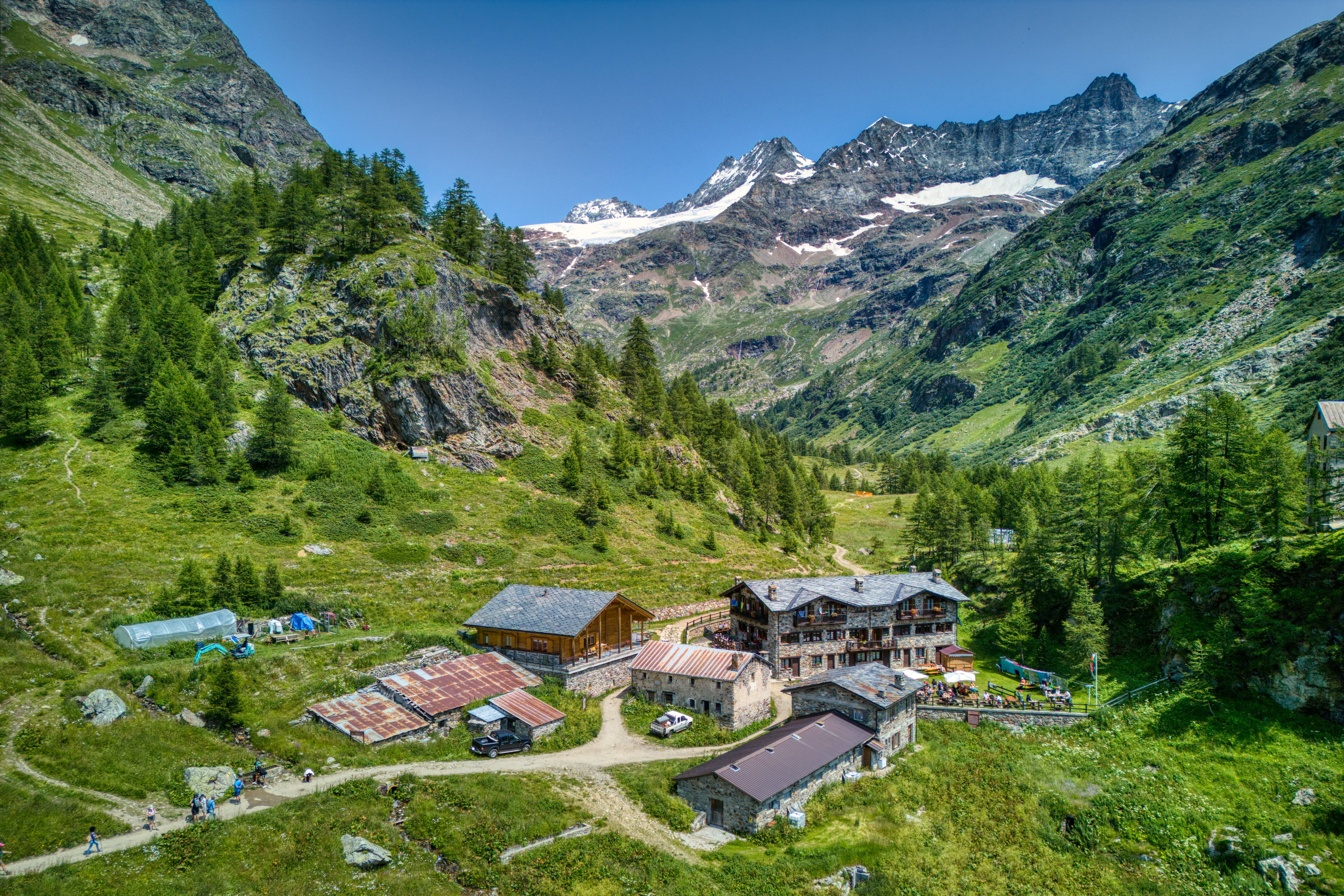
Rifugio Prarayer.

Per favorire l'ascensione ai monti della valle e l'escursionismo in alta quota, la valle è dotata di alcuni rifugi alpini e bivacchi:
- Rifugio Franco Chiarella all'Amianthé - 2.979 m
- Rifugio Nacamuli al Col Collon - 2.818 m
- Rifugio Aosta - 2.781 m
- Rifugio Letey-Champillon - 2.425 m
- Rifugio Crête Sèche - 2.398 m
- Rifugio Prarayer - 2.005 m
- Bivacco Perelli Cippo - 3.831 m
- Bivacco Biagio Musso - 3.664 m
- Bivacco Paoluccio - 3.572 m
- Bivacco Tête des Roéses - 3.200 m
- Bivacco della Sassa - 2.979 m
- Bivacco Rosazza al Savoie - 2.650 m
- Bivacco Franco Spataro - 2.600 m
- Bivacco Regondi Gavazzi - 2.580 m
- Bivacco La Lliée - 2.422 m

## Associazioni
A Étroubles si trova la sede della Compagnie des guides du Valpelline, la società di guide alpine per il bacino valdostano del Grand Combin.